# Лагман
Лагман е провинция в източен Афганистан с площ 3843 км² и население 378 100 души (2006). Административен център е град Мехтарлам.

## Административно деление
Провинцията се поделя на 5 общини.